# Становой Колодезь
Становой Колодезь — село в Орловской области России. Административный центр Станово-Колодезьского сельсовета Орловского района. В рамках организации местного самоуправления входит в Орловский муниципальный округ.

## География
Расположено в 22 км к юго-востоку от города Орла.
В селе находится одноименная станция Московской железной дороги.
В селе находится Становоколодезьская средняя школа, Хлебоприемное предприятие, отделение Сбербанка.

## Название
По поводу названия села Становой Колодезь от «утонувшего» в колодце станового квартального следует заметить, что такая легенда создана по созвучию слов: становой колодезь и становой квартальный. По утверждению автора книги «Улицы города Орла» В. Г. Емельянова, переселенцы из села Большая Куликовка-1 перенесли с собою не только имя Большая Куликовка, но и название гидронима Становой Колодезь, имевшегося на территории Большой Куликовки- первой. А по утверждению уроженца села писателя- краеведа Василия Агошкова, также по мере расселения жителей из Покровской слободы города Орла появлялись то в селе Большая Куликовка-1, то в селе Становой Колодезь-2 Покровские храмы. В конце — концов большая территория, протянувшаяся на север и на юг от Орла, получила в целом название Покровская волость. СТАНОВОЙ колодезь — это ГЛАВНЫЙ, ОСНОВНОЙ, ЦЕНТРАЛЬНЫЙ колодезь. Так, южнее села Ржава Кромского уезда было в своё время 9 ручьёв, текущих из одной точки; центральный, пятый по счёту ручей наименовали СТАНОВЫМ колодезем. КОЛОДЕЗЬ, или КОЛОДЕЦ — это ручей.

## История
Становой Колодезь был основан выходцами из села Большая Куликовка, находившегося в 11-12 км от города Орел и изначально также именовался Куликовка Большая. В «Списке населённых мест по сведениям 1866 г.» оно значилось под номером 67. В 19 веке это было казенное село, от Орла — 21 км, от квартиры станового квартального — 25 км. Становой пристав в селе не жил, а название село получило от того, что в колодце утонул становой квартальный. Число дворов в 1866 году составляло 145, мужчин — 417, женщин — 450.
18-27 июля 1943 года в районе села Становой Колодезь проходили боевые действия 3-й Гвардейской танковой армии. Т. н. Орловская наступательная операция или (Операция «Кутузов») была первой операцией для 3-й гвардейской танковой армии. Во время этой операции советским командованием были применены впервые танки нового образца а. Первоначально предполагалось ввести армию в прорыв обороны противника, осуществленный общевойсковыми армиями, и развивать наступление в направлении севернее Орла, однако впоследствии планы были изменены.
18 июля 1943 года 3-й Гвардейской танковой армии была поставлена задача начать наступление в юго-западном направлении на Становой Колодезь — Кромы с тем, чтобы во взаимодействии с войсками Центрального фронта окружить и уничтожить немецкую 9-ю армию Вальтера Моделя. Ввод 3-й гвардейской танковой армии в прорыв планировался на стыке 3-й и 63-й советских армий при поддержке авиации 15-й воздушной армии.
Однако с первой попытки армиям фронта прорвать оборону противника не удалось, и вместо ввода в «чистый» прорыв 3-й гвардейской танковой армии пришлось самой прорывать оборону противника на заранее подготовленных рубежах. 19 июля танковые корпуса армии были введены в бой и к исходу дня, сломив вражескую оборону по реке Олешня, продвинулись на 18 — 20 км, что вынудило противника начать отвод частей и соединений из района Мценска.

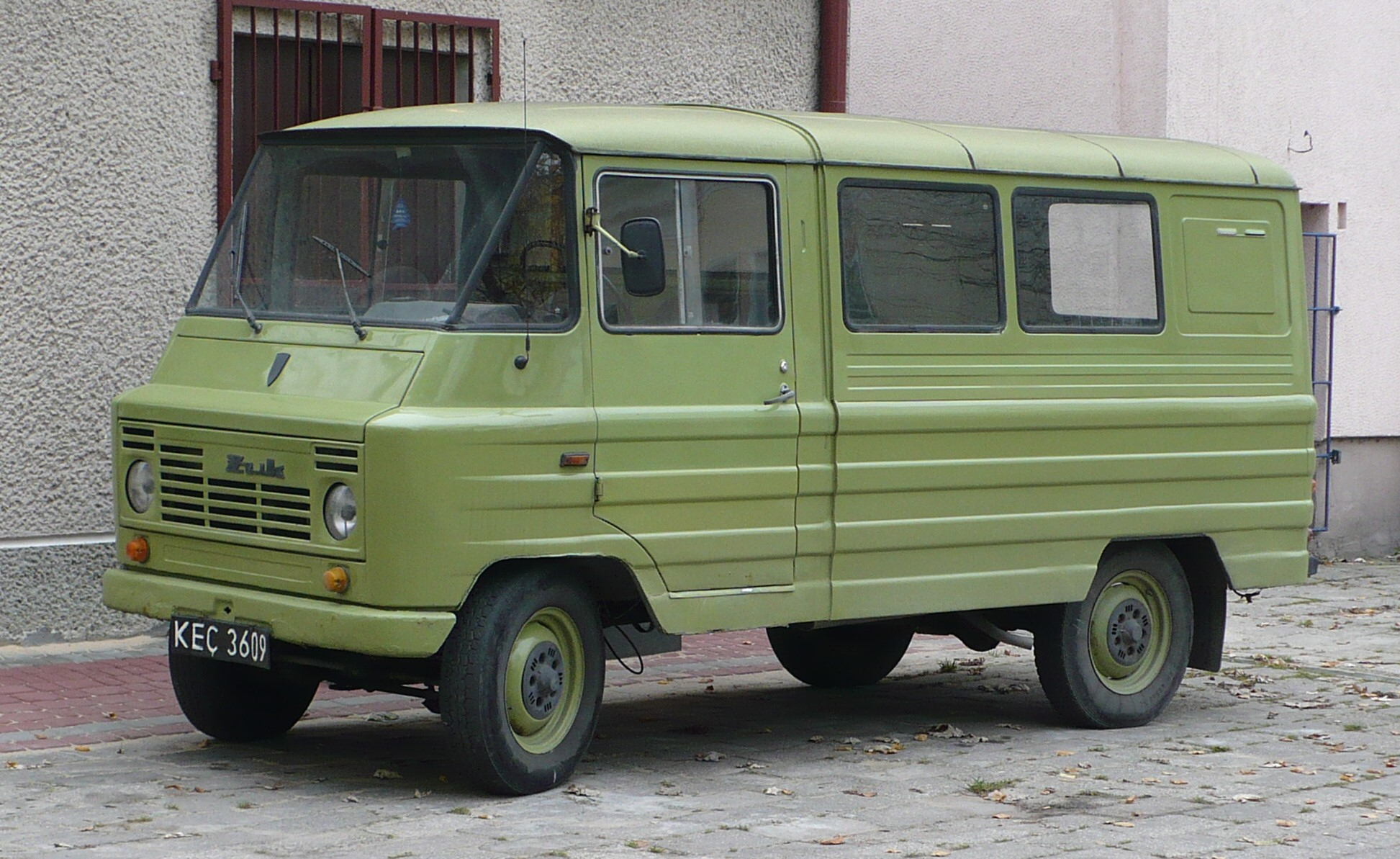
На 100 микроавтобусах сборка была остановлена

20 июля командующий Брянским фронтом генерал-полковник М. М. Попов приказал 3-й гвардейской танковой армии перейти в наступление в направлении на Отраду, перерезать шоссе и железную дорогу Мценск — Орёл и к исходу 20 июля выйти к Оке.
21 июля 3-я гвардейская танковая армия предприняла новую попытку наступать на Становой Колодезь. 21 — 23 июля 1943 года части 3-й гвардейской танковой армии совместно с частями 63-й армии вели бои юго-восточнее Орла, продвинулись на 15 км и вышли к реке Оптуха.
В 90-х годах в селе пытались наладить сборку польских микроавтобусов «Жук» («Zuk»), однако, из-за экономических проблем сборка не пошла дальше 100 машин.
С 2004 до 2021 гг. в рамках организации местного самоуправления село являлось административным центром Станово-Колодезьского сельского поселения, упразднённого вместе с преобразованием муниципального района со всеми другими поселениями путём их объединения в Орловский муниципальный округ.

## Население
| 2002 | 2010  |
| ---- | ----- |
| 2351 | ↘1932 |

Согласно результатам переписи 2002 года, в национальной структуре населения русские составляли 95 % от жителей.

## Достопримечательности

Братская могила на территории Покровского храма

- Покровский храм[16] — Основан в 1849 году. Трехпрестольный храм. Восстановлен в 1993 году. Чтимая икона — Староколодезная икона Божьей Матери.
- Святой источник Покрова Божией матери[17] — расположен неподалеку от с. Становой Колодезь и д. Козиновка. На источнике выстроена каменная купель, сделаны небольшие цветочные клумбы.

## Транспорт
В пределах села находится железнодорожная станция "Становой колодезь" и остановочная платформа "406 км"., на которых останавливаются пригородные поезда на линии "Орел - Курск" Московской железной дороги.
Есть регулярное автобусное сообщение с городом Орлом

## Улицы
- Тихий Сад
- Центральная
- Колхозная
- Школьная
- Заводская
- Привокзальная
- Редькино
- Школьная
- Садовая

## Известные уроженцы
1. Схиархимандрит Илий (он же Алексей Афанасьевич Ноздрин) родился в деревне Редькино, которая 17 января 1969 года стала частью села Становой Колодезь.
2. В селе Становой Колодезь жил Максим Александрович Тиняков, благодаря которому был построен в селе Покровский храм. После возведения храма благодарные жители создали бюст М.А. Тинякова, пропавший после 1917 года. Скорее всего, именно ему - своему прадеду - посвятил своё стихотворение известный в начале XX века поэт Александр Иванович Тиняков, родившийся в соседнем селе Богородицкое Мценского уезда.
3. Село неоднократно посещал великий русский поэт А.А. Фет, заезжавший в гости к своему родственнику, жившему здесь, из своего родного села, расположенного восточнее.